# Tatjana Popova
Tatjana Sergejevna Popova (Russisch: Татьяна Сергеевна Попова) (Moskou, 17 september 1984) is een Russische basketbalspeelster, die speelt voor het nationale team van Rusland. Ze werd Meester in de sport van Rusland, Internationale Klasse.

## Carrière
Ze begon haar carrière bij Sparta&K Oblast Moskou Vidnoje in 1999. In 2002 stapte ze over naar Spartak SHVSM. In 2007 ging ze spelen bij Dinamo Moskou. In 2012 stapte ze over naar UMMC Jekaterinenburg. Met UMMC werd ze drie keer Landskampioen van Rusland in 2013, 2014 en 2015. Ook werd ze twee keer Bekerwinnaar van Rusland in 2013 en 2014. Popova stond met UMMC in de finale van de EuroLeague Women in 2013. Ze wonnen van Fenerbahçe uit Turkije met 82-56. Ook speelt ze in 2015 de finale om de EuroLeague Women. Ze verliezen van ZVVZ USK Praag uit Tsjechië met 68-72.

## Erelijst
- Landskampioen Rusland: 3
  - Winnaar: 2013, 2014, 2015
- Bekerwinnaar Rusland: 2
  - Winnaar: 2013, 2014
- EuroLeague Women: 1
  - Winnaar: 2013
  - Runner-up: 2015
- FIBA Europe SuperCup Women: 1
  - Winnaar: 2013
- Europees Kampioenschap: 1
  - Goud: 2011
  - Zilver: 2009